# Nati nel 1953/Giugno
| Questa pagina contiene informazioni ricavate automaticamente dalle voci biografiche con l'ausilio del template Bio e di un bot. L'aggiornamento è periodico e automatico e ricostruisce completamente la pagina. Se manca una persona in questa lista, sei pregato di non aggiungerla, ma accertati piuttosto che la sua voce biografica contenga il template Bio e che i dati anagrafici siano correttamente compilati. Se il template Bio manca, inseriscilo tu stesso o, in alternativa, metti l'avviso {{tmp\|Bio}} che ne segnala la mancanza. Se i dati riportati sono sbagliati, correggi direttamente la voce biografica; le modifiche saranno visibili in questa lista entro pochi giorni. Per chiarimenti vedi il progetto biografie. La lista contiene solo le 260 persone che sono citate nell'enciclopedia e per le quali è stato implementato correttamente il template Bio. Pagina aggiornata al 18 ago 2025. |

- 1º giugno - Tim Bentinck, attore australiano
- 1º giugno - David Berkowitz, serial killer statunitense
- 1º giugno - Diana Canova, attrice statunitense
- 1º giugno - Michelle Hurst, attrice statunitense
- 1º giugno - João Marcos, calciatore brasiliano († 2020)
- 1º giugno - Caspar Memering, allenatore di calcio e ex calciatore tedesco
- 1º giugno - Joseph Merhi, regista, produttore cinematografico e sceneggiatore siriano
- 1º giugno - Giovanni Soldati, regista e sceneggiatore italiano
- 2 giugno - Riccardo Bellei, cantautore e conduttore radiofonico italiano († 2017)
- 2 giugno - Gideon Levy, giornalista israeliano
- 2 giugno - Roberto Manzione, politico e avvocato italiano
- 2 giugno - Giovanni Visentin, attore e regista italiano
- 2 giugno - Cornel West, filosofo, attivista e politico statunitense
- 2 giugno - Jamaal Wilkes, ex cestista statunitense
- 3 giugno - Patrick Blanc, biologo francese
- 3 giugno - Loalwa Braz, cantante brasiliana († 2017)
- 3 giugno - Erland Van Lidth, wrestler, attore e cantante olandese († 1987)
- 3 giugno - John Moulder-Brown, attore britannico
- 3 giugno - Hamid-Majid Tajmuri, ex calciatore iraniano
- 3 giugno - Rüdiger Wenzel, ex calciatore tedesco
- 3 giugno - František Černík, ex hockeista su ghiaccio cecoslovacco
- 4 giugno - Uber Anghinoni, politico italiano
- 4 giugno - Miguel Benasayag, filosofo e psicanalista argentino
- 4 giugno - Aleksandr Charčenkov, ex cestista e allenatore di pallacanestro sovietico
- 4 giugno - Luisa Gnecchi, politica italiana
- 4 giugno - Linda Lingle, politica statunitense
- 4 giugno - Gudrun Lotter, ex schermitrice tedesca
- 4 giugno - Jimmy McCulloch, musicista e cantautore scozzese († 1979)
- 4 giugno - Walter Novellino, allenatore di calcio e ex calciatore italiano
- 4 giugno - Paul Samson, chitarrista, cantante e produttore discografico britannico († 2002)
- 4 giugno - Mitsuo Watanabe, ex calciatore giapponese
- 4 giugno - Yücel İldiz, allenatore di calcio turco
- 5 giugno - Susie Atwood, ex nuotatrice statunitense
- 5 giugno - Ton Bakhuis, calciatore e giocatore di calcio a 5 olandese († 2020)
- 5 giugno - Michael Dinner, regista e produttore televisivo statunitense
- 5 giugno - Eduardo Estrella, politico dominicano
- 5 giugno - Michael Geffert, astronomo tedesco
- 5 giugno - Ranieri Guerra, medico italiano
- 5 giugno - Kathleen Kennedy, produttrice cinematografica statunitense
- 5 giugno - Mohammad Mayeli Kohan, allenatore di calcio e ex calciatore iraniano
- 5 giugno - José Luis Rugamas, allenatore di calcio e ex calciatore salvadoregno
- 5 giugno - Osvaldo Norberto Santos, ex calciatore argentino
- 5 giugno - Jean-Michel Sénégal, ex cestista e allenatore di pallacanestro francese
- 6 giugno - Dīmītrīs Avramopoulos, politico e diplomatico greco
- 6 giugno - Apostolos Doxiadis, scrittore greco
- 6 giugno - Ol'ga L'vovna Sviblova, regista e critico d'arte russa
- 6 giugno - Jerzy Rybicki, ex pugile polacco
- 7 giugno - Julio Asad, allenatore di calcio e ex calciatore argentino
- 7 giugno - Colleen Camp, attrice e produttrice cinematografica statunitense
- 7 giugno - Johnny Clegg, musicista, ballerino e antropologo sudafricano († 2019)
- 7 giugno - Daniele Franco, economista, banchiere e funzionario italiano
- 7 giugno - Richard Jones, regista teatrale britannico
- 7 giugno - John Laskowski, ex cestista statunitense
- 7 giugno - Marco Müller, critico cinematografico, produttore cinematografico e direttore artistico italiano
- 7 giugno - Jaromír Nohavica, cantante ceco
- 7 giugno - Elisabetta Pintor, giornalista e traduttrice italiana
- 7 giugno - Robert Trebor, attore statunitense († 2025)
- 7 giugno - Jean Đỗ Văn Ngân, vescovo cattolico vietnamita
- 7 giugno - Libuše Šafránková, attrice ceca († 2021)
- 8 giugno - Scott Bull, ex giocatore di football americano statunitense
- 8 giugno - Ken Calvert, politico statunitense
- 8 giugno - John Connor, ex calciatore scozzese
- 8 giugno - Brian Goorjian, ex cestista e allenatore di pallacanestro statunitense
- 8 giugno - José Moreira da Silva, vescovo cattolico brasiliano
- 8 giugno - Csilla Nagy, cestista ungherese († 2012)
- 8 giugno - Franco Proto, imprenditore e dirigente sportivo italiano
- 8 giugno - Jeff Rich, batterista e percussionista inglese
- 8 giugno - Roberto Rossi Precerutti, poeta, scrittore e saggista italiano
- 8 giugno - Ivo Sanader, politico croato
- 8 giugno - Olav Stedje, cantante norvegese
- 9 giugno - Charīs Kōnstantinou, ex calciatore cipriota
- 9 giugno - Félix Morales, ex cestista cubano
- 9 giugno - Matthias Müller, dirigente d'azienda e imprenditore tedesco
- 9 giugno - Pavel Pavlov, ex lottatore bulgaro
- 9 giugno - Antonio Percassi, dirigente sportivo, imprenditore e ex calciatore italiano
- 9 giugno - Fabrizio Zani, ex terrorista italiano
- 10 giugno - John Edwards, ex politico statunitense
- 10 giugno - Garry Hynes, regista teatrale irlandese
- 10 giugno - Kazuyoshi Ishii, karateka e maestro di karate giapponese
- 10 giugno - Deon Joubert, ex tennista sudafricano
- 10 giugno - Don Maitz, disegnatore statunitense
- 10 giugno - Andrés Trapiello, scrittore spagnolo
- 10 giugno - Paul Vallas, politico e docente statunitense
- 11 giugno - Peter Bergman, attore statunitense
- 11 giugno - José Bové, attivista, agricoltore e sindacalista francese
- 11 giugno - Dennis Daugaard, politico statunitense
- 11 giugno - Vera Komisova, ex ostacolista e velocista sovietica
- 11 giugno - Verónica Langer, attrice argentina
- 11 giugno - Ismael Lejarreta, ex ciclista su strada spagnolo
- 11 giugno - Karin Maar, ex cestista australiana
- 11 giugno - Pierangelo Marcati, matematico italiano
- 11 giugno - Peter McDonnell, ex calciatore inglese
- 11 giugno - Mark Nauseef, batterista e percussionista statunitense
- 11 giugno - Angela Quaquero, politica italiana
- 11 giugno - Pat Symonds, ingegnere inglese
- 11 giugno - Ed Tapscott, allenatore di pallacanestro e dirigente sportivo statunitense
- 12 giugno - Sharon Bowles, politica britannica
- 12 giugno - Gary Farmer, attore canadese
- 12 giugno - Nino Formicola, comico, cabarettista e attore italiano
- 12 giugno - Tess Gerritsen, scrittrice statunitense
- 12 giugno - Néjib Liman, ex calciatore tunisino
- 12 giugno - Antonio Spagnoli, ex rugbista a 15 italiano
- 12 giugno - David Thornton, attore statunitense
- 12 giugno - Costante Tivelli, ex calciatore italiano
- 12 giugno - Dario Villa, poeta e traduttore italiano († 1996)
- 13 giugno - Tim Allen, attore e comico statunitense
- 13 giugno - Atso Almila, direttore d'orchestra, compositore e trombonista finlandese
- 13 giugno - Anatolij Ivanovič Baranov, ingegnere sovietico († 1986)
- 13 giugno - Antonio Capone, ex calciatore italiano
- 13 giugno - Tony Chursky, ex calciatore canadese
- 13 giugno - Georges Didi-Huberman, storico dell'arte e filosofo francese
- 13 giugno - Eiko Yamada, doppiatrice giapponese
- 13 giugno - Hiroshi Kajiyama, ex ginnasta giapponese
- 13 giugno - Jean de Gaulle, politico francese
- 14 giugno - Antonino Cantone, ex calciatore italiano
- 14 giugno - Roberto Jefferson, politico e avvocato brasiliano
- 14 giugno - Hana Laszlo, attrice israeliana
- 14 giugno - David Thomas, cantante statunitense († 2025)
- 14 giugno - Pietro Valsecchi, produttore televisivo e produttore cinematografico italiano
- 15 giugno - Roberto Antonione, politico italiano
- 15 giugno - Aldo Aymonino, architetto italiano
- 15 giugno - Vilma Bardauskienė, ex lunghista sovietica
- 15 giugno - Gianfranco Brero, attore e conduttore televisivo peruviano
- 15 giugno - Marc Brickman, designer statunitense
- 15 giugno - Georges Colomb, vescovo cattolico e missionario francese
- 15 giugno - Janelle Commissiong, modella trinidadiana
- 15 giugno - Rosa Maria Fusco, poetessa, saggista e critico letterario italiana
- 15 giugno - Jean-Pierre Garuet-Lempirou, ex rugbista a 15 e politico francese
- 15 giugno - Slavoljub Muslin, dirigente sportivo, allenatore di calcio e ex calciatore jugoslavo
- 15 giugno - Andrea Pamparana, giornalista, scrittore e conduttore radiofonico italiano
- 15 giugno - Sabiržan Ruziev, ex schermidore sovietico
- 15 giugno - Xi Jinping, politico cinese
- 16 giugno - Massimo Antonelli, cestista italiano
- 16 giugno - Goran Kuzminac, cantautore, chitarrista e medico italiano († 2018)
- 16 giugno - Mimmo Lucà, politico italiano († 2025)
- 16 giugno - Valerie Mahaffey, attrice statunitense († 2025)
- 16 giugno - Simonetta Matone, magistrata e politica italiana
- 16 giugno - Ian Mosley, batterista britannico
- 16 giugno - Juan Muñoz, scultore spagnolo († 2001)
- 16 giugno - Vincenzo Panico, prefetto italiano
- 16 giugno - Calogero Peri, vescovo cattolico italiano
- 16 giugno - Vladyslav Terzyul, alpinista ucraino († 2004)
- 17 giugno - Antonio Barrios, attore italiano
- 17 giugno - Edward Duke, attore britannico († 1994)
- 17 giugno - John Duncan, artista e musicista statunitense
- 17 giugno - Emilio Pomarico, direttore d'orchestra e compositore argentino
- 17 giugno - Ermanno Ribaudo, doppiatore e attore italiano
- 17 giugno - Eltjo Schutter, ex multiplista olandese
- 17 giugno - Claudio Spadaro, attore italiano
- 18 giugno - Antonella Boralevi, scrittrice, giornalista e conduttrice televisiva italiana
- 18 giugno - Derek Deane, ex ballerino e direttore artistico britannico
- 18 giugno - Mark Gruenwald, fumettista e curatore editoriale statunitense († 1996)
- 18 giugno - Diane Pratte, ex sciatrice alpina canadese
- 18 giugno - Bruce Seals, cestista e allenatore di pallacanestro statunitense († 2020)
- 18 giugno - David John Walkowiak, vescovo cattolico statunitense
- 19 giugno - Gianni Bonina, giornalista e scrittore italiano
- 19 giugno - Ken Davitian, attore statunitense
- 19 giugno - Larry Dunn, tastierista, produttore discografico e scrittore statunitense
- 19 giugno - Dorit Henke, attrice tedesca
- 19 giugno - Fessor Leonard, cestista statunitense († 1978)
- 19 giugno - Randall Wray, economista statunitense
- 20 giugno - Robert Crais, sceneggiatore e scrittore statunitense
- 20 giugno - Italo Dell'Oro, vescovo cattolico e missionario italiano
- 20 giugno - Brian Duffy, ex astronauta statunitense
- 20 giugno - Mario Maj, psichiatra italiano
- 20 giugno - Maura McHugh, ex cestista e allenatrice di pallacanestro statunitense
- 20 giugno - Ulrich Mühe, attore tedesco († 2007)
- 20 giugno - Ralph Norman, politico statunitense
- 20 giugno - Willy Rampf, ingegnere tedesco
- 20 giugno - Raúl Ramírez, ex tennista messicano
- 20 giugno - Larry Riley, attore statunitense († 1992)
- 20 giugno - Ekaterina Trendafilova, giudice bulgara
- 20 giugno - Eduardo Vilarete, ex calciatore colombiano
- 21 giugno - Rubén Alcalá, ex cestista messicano
- 21 giugno - Marco Bertolini, generale italiano
- 21 giugno - Benazir Bhutto, politica pakistana († 2007)
- 21 giugno - Michael Bowen, attore statunitense
- 21 giugno - Alain Cadec, politico francese
- 21 giugno - Giuseppe De Giorgi, ammiraglio italiano
- 21 giugno - Gábor Gergely, tennistavolista ungherese
- 21 giugno - Augustus Pablo, musicista e produttore discografico giamaicano († 1999)
- 21 giugno - Alfredo Pelliccioni, ex tiratore a segno sammarinese
- 21 giugno - Sergio Scaramal, politico italiano
- 21 giugno - Nada Zrilic, ex pallavolista croata
- 22 giugno - Paolo Bellini, terrorista e criminale italiano
- 22 giugno - Constantin von Brandenstein-Zeppelin, storico tedesco
- 22 giugno - Willem Jacobus Eĳk, cardinale e arcivescovo cattolico olandese
- 22 giugno - Mauro Francaviglia, matematico e fisico italiano († 2013)
- 22 giugno - Sauro Frutti, allenatore di calcio e ex calciatore italiano
- 22 giugno - Cyndi Lauper, cantautrice e attrice statunitense
- 22 giugno - Ian Levine, disc jockey e produttore discografico britannico
- 22 giugno - Paolo Rossi, attore, comico e cabarettista italiano
- 22 giugno - Shelley Sekula-Gibbs, politica statunitense
- 23 giugno - Hrant Bagratyan, politico armeno
- 23 giugno - Svein Bakke, calciatore e dirigente sportivo norvegese († 2015)
- 23 giugno - Filbert Bayi, ex mezzofondista e siepista tanzaniano
- 23 giugno - Roberto Bocchi, attore italiano
- 23 giugno - Libero Brignoccoli, ex arbitro di calcio italiano
- 23 giugno - Nicola Calipari, poliziotto, militare e agente segreto italiano († 2005)
- 23 giugno - Antonio Capaldi, politico italiano
- 23 giugno - Marc Christian, personaggio televisivo statunitense († 2009)
- 23 giugno - Russell Mulcahy, regista australiano
- 23 giugno - Petra Nows, ex nuotatrice tedesca occidentale
- 23 giugno - Massimo Scaringella, critico d'arte italiano
- 23 giugno - Paolo Vasile, produttore cinematografico e imprenditore italiano
- 23 giugno - Rudy White, ex cestista statunitense
- 24 giugno - Carlo Carosso, pittore e scultore italiano († 2007)
- 24 giugno - Alif Hajiyev, militare azero († 1992)
- 24 giugno - John Mason, ex calciatore scozzese
- 24 giugno - William Moerner, biochimico statunitense
- 24 giugno - Abdou N'Diaye, ex cestista e allenatore di pallacanestro senegalese
- 24 giugno - Michael Reid McKay, attore statunitense
- 24 giugno - Slavica Stojčinović, ex cestista jugoslava
- 25 giugno - Ginetto Campanini, regista italiano
- 25 giugno - Dillinger, cantante giamaicano
- 25 giugno - Antonio Hernández, regista e sceneggiatore spagnolo
- 25 giugno - Ilse Kaschube, ex canoista tedesca
- 25 giugno - Agostino Marangolo, batterista italiano
- 25 giugno - Luciano Rossi, politico italiano
- 25 giugno - Udo Samel, attore tedesco
- 26 giugno - Lucyna Berniak, ex cestista polacca
- 26 giugno - Jean Passanante, autrice televisiva statunitense
- 26 giugno - Daniel Senet, ex sollevatore francese
- 26 giugno - Tara VanDerveer, ex cestista e allenatrice di pallacanestro statunitense
- 27 giugno - Vito Basiliana, ex maratoneta italiano
- 27 giugno - Alfonso Botti, storico italiano
- 27 giugno - Danilo Eccher, critico d'arte italiano
- 27 giugno - Tiziana Fasso, ex cestista italiana
- 27 giugno - Hartmut Flöckner, ex nuotatore tedesco orientale
- 27 giugno - Carolyn Graves, canottiera statunitense († 2021)
- 27 giugno - Sabine Jahn, ex canottiera tedesca
- 27 giugno - Alice McDermott, scrittrice statunitense
- 27 giugno - Ann Hearn, attrice statunitense
- 27 giugno - Modou Tall, ex cestista senegalese
- 27 giugno - Alessio Tendi, ex calciatore italiano
- 28 giugno - Nicolò D'Amico, astrofisico italiano († 2020)
- 28 giugno - Jamtsying Davaajav, lottatore mongolo († 2000)
- 28 giugno - Kim Mal-ryeon, ex cestista sudcoreana
- 28 giugno - Pavel Posád, vescovo cattolico ceco
- 28 giugno - Eckart Ratz, magistrato e politico austriaco
- 28 giugno - Gernot Rohr, allenatore di calcio, dirigente sportivo e ex calciatore tedesco
- 28 giugno - Adrienne Roy, illustratrice statunitense († 2010)
- 28 giugno - Manni Thofte, ex sciatore alpino e calciatore svedese
- 29 giugno - Rita Bottiglieri, ex velocista, ostacolista e multiplista italiana
- 29 giugno - Gian Piero Broglia, politico italiano
- 29 giugno - Roberta Carreri, attrice teatrale italiana
- 29 giugno - Lamberto Ceserani, danzatore su ghiaccio italiano († 2025)
- 29 giugno - Don Dokken, cantante e produttore discografico statunitense
- 29 giugno - Mitchell Froom, produttore discografico e musicista statunitense
- 29 giugno - Colin Hay, cantante, chitarrista e compositore britannico
- 29 giugno - Deirdre O'Connell, attrice statunitense
- 30 giugno - Krystyna Bochenek, politica polacca († 2010)
- 30 giugno - Gabriele Cazzola, regista e autore televisivo italiano
- 30 giugno - Mitch Glazer, sceneggiatore, produttore cinematografico e regista statunitense
- 30 giugno - Reed Jones, attore, cantante e ballerino statunitense († 1989)
- 30 giugno - Lucyna Kałużna, ex cestista polacca
- 30 giugno - Hal Lindes, chitarrista e compositore statunitense
- 30 giugno - Pietro Pisani, politico italiano
- 30 giugno - Rowena Sanders, ex tennista sudafricana
- 30 giugno - Annamaria Testa, pubblicitaria, giornalista e saggista italiana